# 末次火事
末次火事（すえつぐかじ）は元禄11年（1698年）に、長崎で発生した大火災である。元禄大火、末次の大火とも言う。
元禄11年（1698年）4月23日の未明に、後興善町の乙名である末次七郎兵衛宅から出火。強風により大火となり、午後4時に鎮火するまで約12時間燃え続けた。
この火事は、付近の町22町に延焼し、家屋2044軒、土蔵33棟を焼失。それとは別に107世帯が取り崩された。被災者9832人、死者男7人、女1人。この他に犬121匹、猫297匹の焼死も記録に残されている。

## 火災後
火災の後、被災者のために緊急米が2000俵放出された。
この火事により、長崎に入港していた唐船20隻分の荷物を収納していた土蔵18棟も全焼した。そのため、元禄15年（1702年）に浜町の海岸沿いを埋め立てて人工島が造られ、そこに倉庫が建設された。この倉庫は新地蔵所と呼ばれ、唐船専用の貨物倉庫となった。
この地は現在は新地町と呼ばれ、長崎の中華街となっている。